# Chorinea sylphina
Chorinea sylphina is een vlindersoort uit de familie van de prachtvlinders (Riodinidae), onderfamilie Riodininae.
Chorinea sylphina werd in 1868 beschreven door H. Bates.